# Jorge Rubén Lugones
Jorge Rubén Lugones (n. Veinticinco de Mayo, Provincia de Buenos Aires, Argentina, 31 de julio de 1952) es un obispo católico, veterinario, profesor, escritor, filósofo y teólogo argentino. Pertenece a la Orden Jesuita. Se ordenó sacerdote el 2 de diciembre de 1988.
Tras varios años ejerciendo su sacerdocio, en 1999 fue nombrado obispo de Nueva Orán.
Actualmente desde el 22 de noviembre de 2008, es el Obispo de Lomas de Zamora.

## Primeros años
Nacido en el municipio bonaerense de Veinticinco de Mayo, el día 31 de julio de 1952.
Después de cursar primaria y secundaria, se graduó en Medicina veterinaria por la Universidad Nacional de La Plata.
Luego, el 22 de abril de 1979 ingresó en la Compañía de Jesús, con los que obtuvo un título de Profesor de Filosofía y una Licenciatura en Teología por la Facultad Jesuita del Colegio Máximo en la localidad de San Miguel.
El día 3 de diciembre de 1988 fue ordenado sacerdote y directamente inició su ministerio pastoral como maestro de novicios hasta 1992.
Ese mismo año pasó a ser Párroco de la Parroquia San Francisco Javier y Superior de los jesuitas en la Ciudad de Resistencia.
Seguidamente cabe destacar que ha sido Director Espiritual y profesor del Seminario Interdiocesano "La Encarnación" de Resistencia; Presidente de la Fundación San Javier “Chicos de la calle” y “Niños en riesgo”; y Director de ejercicios espirituales en la Casa Jesuita "San Ignacio".

## Carrera episcopal
Ya el 2 de junio de 1999 ascendió al episcopado, cuando Su Santidad el Papa Juan Pablo II le nombró como Obispo de la Diócesis de la Nueva Orán, situada en la Provincia de Salta.
Recibió la consagración episcopal el 30 de julio del mismo año, durante una eucaristía celebrada en el recinto "Domo Del Centenario" de Resistencia, presidida por el entonces Cardenal y Arzobispo Metropolitano de Buenos Aires monseñor Jorge Mario Bergoglio S.J. (futuro Papa Francisco) como consagrante principal y como co-consagrantes tuvo a los Arzobispos de Resistencia monseñor Carmelo Juan Giaquinta y Juan José Iriarte.
Tomó posesión oficial de este cargo, el viernes 6 de agosto.
Actualmente desde el día 22 de noviembre de 2008, tras haber sido nombrado por el Papa Benedicto XVI, es el nuevo Obispo de la Diócesis de Lomas de Zamora. Tomó posesión oficial al día siguiente.
Al mismo tiempo en la Conferencia Episcopal Argentina (CEA), ha ejercido de miembro de la Comisión Episcopal de Pastoral Aborigen y hoy en día pertenece a la Comisión Episcopal de Pastoral Social.
Cabe destacar que también es escritor.